# Pari (película de 2018)
Pari (en español "Hada") es una película de terror de Bollywood que fue lanzada el 2 de marzo de 2018. La producción de la película arrancó el 13 de junio de 2017. La producción de la película comenzó el 13 de junio de 2017. Es la tercera producción de Anushka Sharma con su productora Clean Slate Films. Ella actúa en el film, junto a Parambrata Chatterjee y Rajat Kapoor. La película está producida por Clean Slate y  KriArj Entertainment y dirigida por Prosit.

## Reparto
- Anushka Sharma como Pari.
- Parambrata Chatterjee
- Rajat Kapoor
- Ritabhari Chakraborty

## Incidencias
Durante la filmación de la película en agosto de 2017 en el distrito de 24 Parganas Sur en Bengala Occidental, un técnico murió electrocutado. La filmación de la película fue inmediatamente cancelada y más tarde reanudada.

## Marketing
Las primeras imágenes de la película fueron lanzadas el 13 de junio de 2017 en el Twitter de Sharma. El póster de la película fue lanzado el 9 de enero, el que mostraba la cara de Sharma magullándose lentamente, con la leyenda "Holi with Pari" ("Holi con Pari").